# القنبلة السكانية
القنبلة السكانية هو كتاب صدر عام 1968 بقلم الأستاذ بول آر إيرليش وزوجته آن إيرليش بجامعة ستانفورد. تنبأ بحدوث مجاعة في جميع أنحاء العالم بسبب الزيادة السكانية، فضلًا عن الاضطرابات المجتمعية الكبرى الأخرى، ودعا إلى اتخاذ إجراءات فورية للحد من النمو السكاني. كانت المخاوف من «الانفجار السكاني» موجودة في منتصف سنوات طفرة المواليد في منتصف القرن العشرين، ولكن الكتاب ومؤلفه نقلا هذه الفكرة إلى جمهور أوسع.
تعرض الكتاب لانتقادات منذ نشره بسبب لهجته التحذيرية، وفي العقود الأخيرة بسبب توقعاته غير الدقيقة. يقف آل إيرليش بجانب الكتاب على الرغم من عيوبه، قائلين في عام 2009: «ربما كان أخطر عيب في القنبلة أنها كانت شديدة التفاؤل بشأن المستقبل»، ويعتقدون أنها حققت أهدافهم لأنها؛ نبهت الناس إلى أهمية القضايا البيئية وجلب الأعداد البشرية إلى النقاش حول مستقبل الإنسان."

## الوصف العام للكتاب
جرت كتابة القنبلة السكانية بناءً على اقتراح ديفيد بروير، المدير التنفيذي لمنظمة البيئة سييرا كلوب، وإيان بالانتين من كتب بالانتين بعد ظهورات عامة مختلفة لإيرليش تتعلق بالقضايا السكانية وعلاقتها بالبيئة.
على الرغم من تعاون آل إيرليش في الكتاب، إلا أن الناشر أصر على اعتماد مؤلف واحد، وطلب أيضًا تغيير العنوان المفضل لديهم: «السكان، والموارد، والبيئة»." أخِذ العنوان «القنبلة السكانية» بإذن من الجنرال ويليام دريبر، مؤسس لجنة الأزمات السكانية وكتيب أصدره صندوق هيو مور في عام 1954. يأسف آل إيرليش على اختيار العنوان، الذي يعترفون أنه كان اختيارًا مثاليًا من منظور تسويقي، لكنهم يعتقدون أنه «أدى إلى تصنيف بول بنحو خاطئ على أنه يركز فقط على الأرقام البشرية، على الرغم من اهتمامه بجميع العوامل التي تؤثر في المسار البشري»."
بدأت الإصدارات المبكرة من القنبلة السكانية بالبيان:
انتهت معركة إطعام البشرية جمعاء. في السبعينيات من القرن الماضي، سيموت مئات الملايين من الناس جوعًا على الرغم من أي برامج مكثفة تم الشروع فيها الآن. في هذا التاريخ المتأخر لا شيء يمكن أن يمنع حدوث زيادة كبيرة في معدل الوفيات العالمي.
خُصص قسم كبير من الكتاب لوصف حالة البيئة وحالة الأمن الغذائي، التي توصف بأنها مزرية بنحو متزايد. يجادل إيرليش بأنه نظرًا إلى أن السكان الحاليين لم يجر إطعامهم بنحو كافٍ، ولأنهم ينمون بسرعة، كان من غير المعقول توقع تحسينات كافية في إنتاج الغذاء لإطعام الجميع. وجادل كذلك بأن تزايد عدد السكان وضع ضغوطًا متصاعدة على جميع جوانب العالم الطبيعي. «ما يجب القيام به؟»، كتب: «يجب أن نجعل سكان العالم تحت السيطرة بسرعة، أو خفض معدل النمو إلى الصفر أو جعله سالبًا. يجب تحقيق التنظيم الواعي للأعداد البشرية. في الوقت نفسه، يجب علينا، مؤقتًا على الأقل، زيادة إنتاجنا الغذائي إلى حد كبير». وصف إرليش عددًا من «الأفكار حول كيفية تحقيق هذه الأهداف». كان يعتقد أن الولايات المتحدة يجب أن تلعب دورًا رائدًا في السيطرة على السكان، سواء لأنها كانت تستهلك بالفعل أكثر بكثير من بقية العالم، وبالتالي كان عليها واجب أخلاقي لتقليل تأثيرها، أو لأن الولايات المتحدة يجب أن تقود العالم. وبذل جهود بسبب بروزها في العالم، من أجل تجنب اتهامات النفاق أو العنصرية، يجب أن تأخذ زمام المبادرة في جهود الحد من عدد السكان. يطرح إرليش فكرة إضافة «معقمات مؤقتة» إلى إمدادات المياه أو الأطعمة الأساسية. ومع ذلك، فهو يرفض الفكرة باعتبارها غير عملية بسبب «النقص الجنائي في البحوث الطبية الحيوية في هذا المجال»." يقترح مخططًا ضريبيًا يضيف فيه الأطفال الإضافيون إلى العبء الضريبي للأسرة بمعدلات متزايدة لمزيد من الأطفال، إضافةً إلى ضرائب الرفاهية على سلع رعاية الأطفال. يقترح حوافز للرجال الذين يوافقون على التعقيم الدائم قبل أن ينجبوا طفلين، إضافة إلى مجموعة متنوعة من الحوافز المالية الأخرى. يقترح إدارة قوية للسكان والبيئة التي «يجب أن يجري إنشاؤها مع القدرة على اتخاذ أي خطوات ضرورية لإنشاء حجم سكاني معقول في الولايات المتحدة ووضع حد للتدهور المستمر لبيئتنا»." يجب أن يدعم القسم الأبحاث في مجال التحكم في عدد السكان، مثل موانع الحمل الأفضل وعوامل التعقيم الشامل والتمييز بين الجنسين قبل الولادة (لأن العائلات غالبًا ما تستمر في الإنجاب حتى ولادة الذكر. اقترح إيرليش أنه إذا كان بإمكانهم اختيار طفل ذكر، فسيؤدي ذلك إلى تقليل معدل المواليد). يجب سن تشريعات تضمن الحق في الإجهاض، كما يجب توسيع التربية الجنسية.
بعد شرح السياسات الداخلية التي يجب على الولايات المتحدة اتباعها، يناقش السياسة الخارجية. وهو يدعو إلى نظام «الفرز»، مثل ذلك الذي اقترحه ويليام وبول بادوك في المجاعة عام 1975. بموجب هذا النظام، سيجري تقسيم البلدان إلى فئات بناءً على قدرتها على إطعام نفسها في المستقبل. البلدان التي لديها برامج كافية للحد من النمو السكاني، والقدرة على تحقيق الاكتفاء الذاتي في المستقبل ستستمر في تلقي المعونة الغذائية. البلدان، مثلًا الهند، التي كانت «متأخرة جدًا في لعبة السكان والغذاء بحيث لا يوجد أمل في أن تؤدي مساعدتنا الغذائية إلى تحقيق الاكتفاء الذاتي»، ستُلغى مساعدتها الغذائية. جادل إيرليش بأن هذه كانت الاستراتيجية الواقعية الوحيدة على المدى الطويل. يثني إرليخ على «شجاعة وبصيرة» Paddocks في اقتراح مثل هذا الحل. يناقش إيرليش كذلك الحاجة إلى إقامة برامج تعليمية عامة وخطط تنمية زراعية في البلدان النامية. وهو يجادل بأنه من المرجح أن يُنفَّذ المخطط خارج إطار الأمم المتحدة بسبب ضرورة اختيار المناطق والبلدان المستهدفة، ويقترح أنه داخل البلدان ينبغي إعطاء مناطق معينة الأولوية إلى الحد الذي ينبغي تشجيع الحركات الانفصالية التعاونية إذا هم عملوا على تحسين السلطة القائمة. ويذكر دعمه للتعقيم الذي تفرضه الحكومة على الذكور الهنود الذين لديهم ثلاثة أطفال أو أكثر.
في بقية الكتاب، يناقش إرليش الإجراءات التي يمكن للقراء القيام بها للمساعدة. يركز هذا في المقام الأول على تغيير الرأي العام للضغط على السياسيين لسن السياسات التي يقترحها، وكان يعتقد أنها لم تكن ممكنة سياسيًا في عام 1968. يناقش في نهاية الكتاب احتمال أن تكون توقعاته خاطئة، وهو ما شعر أنه يجب أن يعترف به بصفته عالمًا. ومع ذلك، فهو يعتقد أنه بصرف النظر عن الكوارث القادمة، فإن وصفاته لن تفيد إلا الإنسانية، وستكون المسار الصحيح للعمل في أي حال.